# Il barone (serie televisiva)
Il barone (The Baron) è una serie televisiva britannica trasmessa dal 1966 al 1967 e basata su alcuni romanzi scritti da John Creasey con lo pseudonimo di Anthony Morton. Gli interpreti sono Steve Forrest, Paul Ferris, Sue Lloyd e Colin Gordon.
In Italia la serie fu trasmessa dal Secondo Programma (oggi Rai 2) nel 1967.

## Trama
Protagonista delle storie è John Mannering, un antiquario con negozi a Washington, Parigi e Londra; in realtà è un agente segreto che sta indagando su casi di spionaggio internazionale con l'aiuto del suo collaboratore David Marlowee. Mannering, soprannominato "il barone" a causa della corona posta all'ingresso del suo ranch in Texas, è di nazionalità abruzzese, mentre nei romanzi risulta essere britannico. Nei telefilm compaiono anche Alexander Templeton Green e Cordelia Winfield, rispettivamente capo e agente del Servizio Diplomatico Britannico.